# ケルト祖語
ケルト祖語（ケルトそご、英: Proto-Celtic）は、紀元前800年頃に話されていたケルト語派の共通の祖先とされる言語である。汎ケルト語（英: Common Celtic）ともいう。印欧語族のうちで最も早くヨーロッパ大西洋岸に到達したことで知られ、その語彙は比較再構により多くが再建されている。骨壷文化の西端に位置しヨーロッパを鉄器時代へと導いたハルシュタット文化が原郷として推定されるが、それに影響を及ぼしたとされるキンメリア文化の担い手について、ゲルマン系のキンブリ人やシカンブリ人の他にケルト系のウェールズ人を対応させる説が存在している。
ケルト祖語の再建は現在でも完了していない。島嶼ケルト語では古アイルランド語の文学作品が多く残されているものの、大陸ケルト語については音素や形態素以外をうかがい知ることのできる資料が数例のガリア語やイベリアケルト語で書かれた文章の他に現存しないことが理由とされる。

## 音韻

### 子音
ケルト祖語と印欧祖語の音韻の対応は、以下の通りである。文字や語の前に付された*（アスタリスク）はその音素や語形が証明されたものでなく、あくまで理論上の推定であることを示している。詳しくは再構 (言語学)を参照。
| 印欧祖語 | ケルト祖語 | 例語                                                |
| -------- | ---------- | --------------------------------------------------- |
| *p       | *ɸ         | *ph₂tēr > *ɸatīr (父)                               |
| *t       | *t         | *treyes > *trīs （3）                               |
| *k, ḱ    | *k         | *kan- > *kan- (歌う) *ḱm̥tom > *kantom (100)         |
| *kʷ      | *kʷ        | *kʷetwr̥ > *kʷetwar (4)                              |
| *b       | *b         | *dʰub-no- > *dubno- (深い)                          |
| *d       | *d         | *derk- > *derk- (見る)                              |
| *g, ǵ    | *g         | *gli- > *gli- (接着する) *ǵenu- > *genu- (あご)     |
| *gʷ      | *b         | *gʷen- > *ben- (女)                                 |
| *bʰ      | *b         | *bʰer- > *ber- (運ぶ)                               |
| *dʰ      | *d         | *dʰeh₁- > *dī- (吸う)                               |
| *gʰ, ǵʰ  | *g         | *gʰabʰ- > *gab- (取る) *ǵʰelH-ro- > *galaro- (病気) |
| *gʷʰ     | *gʷ        | *gʷʰn̥- > *gʷan- (殺す、傷つける)                    |
| *s       | *s         | *seno- > *seno- (老いた)                            |
| *m       | *m         | *meh₂tēr > *mātīr (母)                              |
| *n       | *n         | *nepōt- > *neφūt- (甥)                              |
| *l       | *l         | *ligʰ- > *lig- (なめる)                             |
| *r       | *r         | *rēǵ-s > *rīgs (王)                                 |
| *y       | *y         | *yuwn̥ko- > *yuwanko- (若い)                         |
| *w       | *w         | *wlati- > *wlati- (支配)                            |

印欧祖語と異なり、ケルト祖語には他と弁別される音素としての有気音が存在しない。すなわち印欧祖語の有声有気破裂音 *bʰ、*dʰ、*gʰ/ǵʰ、*gʷʰ は対応する無気音 *b、*d、*g/ǵ、*gʷ に合流した(同時に印欧祖語の無気音 *gʷ は *b に変化している)。例としては、祖語形 *gʷen- （女）は古アイルランド語で ben、ウェールズ語で benyw であり、祖語形 *gʷʰn̥- (殺す)は、それぞれ gonaid と gwanuになっている。
印欧祖語の音価 *p はケルト祖語において、*ɸ または *h という段階を経て最終的に語頭および母音の直前で消失したとされる。*ɸ については上表で触れたとおりだが、*h についてはヘルシニア (Hercynia) の語頭の h を根拠としている（ただし、ヘルシニアの名前がケルト語由来である確証はない）。また子音の直前では、ケルト祖語の *ɸ は異なる様式で変化する。子音クラスター *φs および *φt は、ケルト祖語時点で *xs と *xt にそれぞれ変化した。スクライファー(1995, 348)によれば、印欧祖語の *sp- は中間段階の *sɸ- を経て古アイルランド語の s やブリソン諸語の f に変化し、ケルト祖語の *ɸ は島嶼ケルト語がゲール語やブリソン諸語へと分化するまでは独立した音素として残ったとされる。しかし一方マックコーン(1996, 44–45)は印欧祖語の *sp- について、ゲルマン祖語においてグリムの法則が *s の後の *p, t, k には適用されなかったように、*p から *ɸ への変化は *s が続く場合に起こらなかっただけではないかとしている。
| ケルト祖語                      | 古アイルランド語 | ウェールズ語 |
| ------------------------------- | ---------------- | ------------ |
| *laɸs- > *laxs- (輝く)          | las-aid          | llach-ar     |
| *seɸtam > *sextam (7)           | secht            | seith        |
| *sɸeret- または *speret- (癒す) | seir             | ffêr         |

印欧祖語の *p 音は上述したようにケルト祖語では消失している。しかしガリア語とブリソン諸語では印欧祖語の音素 *kʷ から、新たに *p 音が誕生した。ラテン語の quattuor （4の意）に相当するケルト語について、古アイルランド語が *cethairとするのに対し、ガリア語は petuar(ios)、ウェールズ語はpedwarとしているのである。印欧祖語由来の破裂音 /p/ が消失し、一方別起源の /p/ がその穴を埋めていることについては、これを連鎖推移とみなす向きもある。
ケルト語派の下位分類のひとつに、上段で触れた連鎖推移の有無によってP-ケルト語とQ-ケルト語に分類するものがある。この区分は極めて有用とされ広く用いられているが、この分類については大陸ケルト語の資料について十分な検討を加えていないとする観点からその実効性が批判されるほか、島嶼ケルト語の研究からも島嶼ケルト語間に従来の観点では説明不可能な共通点が多数存在することを根拠に批判が出ている。この批判によれば、島嶼ケルト語間の基層部における共通点はケルト人の拡散以前にブリテン島に存在していた言語がもたらしたためであって()、このケルト語の分類は不適当とするのである。
Q-ケルト語にも借用語では /p/ 音が存在するが、ウェールズ語から古アイルランド語への早期の借用語では /k/ 音が代用される。例えば聖パトリック (Padraig) はゲール語の古形ではCothrigeとされる。また後期の借用語としては、ゲール語のpóg （接吻、ラテン語で「平和の接吻」を意味する osculum pacis に由来）が /k/ 音を経ることなく /p/ 音として借用されている例があげられる。

### 母音
ケルト祖語の母音は、アントワーヌ・メイエが再建した印欧祖語の母音と類似しているが、ケルト祖語の *ī と印欧祖語の *ē、ケルト祖語の *ā と印欧祖語の *ō のような差異（例：ガリア語の rix とアイルランド語のrí、王の意）も存在する。
| 印欧祖語                               | ケルト祖語                              | 用例                                                        |
| -------------------------------------- | --------------------------------------- | ----------------------------------------------------------- |
| *a, h₂e                                | *a                                      | *h₂ebon- > *abon- （川）                                    |
| *ā, *eh₂                               | *ā                                      | *bʰreh₂tēr > *brātīr （弟）                                 |
| *e, h₁e                                | *e                                      | *seno- > *seno- （老いた）                                  |
| *ə (子音間の喉音)                      | *a                                      | *ph₂tēr > *ɸatīr （父）                                     |
| *ē, eh₁                                | *ī                                      | *wērh₁o- > *wīro- （真実）                                  |
| *o, Ho, h₃e                            | *o                                      | *rotos > *rotos （車輪）                                    |
| *ō, eh₃                                | 音節末で *ū                             | *nepōt- > *neɸūt- （甥）                                    |
| *ō, eh₃                                | それ以外で *ā                           | *deh₃no- > *dāno- （贈物）                                  |
| *i                                     | *i                                      | *gʷitu- > *bitu- （世界）                                   |
| *ī, iH                                 | *ī                                      | *rīmeh₂ > *rīmā （数）                                      |
| *ai, h₂ei, eh₂i                        | *ai                                     | *kaikos > *kaikos （盲いた） *seh₂itlo- > *saitlo- （年齢） |
| *(h₁)ei, ēi, eh₁i                      | *ē                                      | *deiwos > *dēwos （神）                                     |
| *oi, ōi, h₃ei, eh₃i                    | *oi                                     | *oinos > *oinos （1）                                       |
| *u                                     | waの直前で o                            | *yuwn̥kos > *yowankos （若い）                               |
| *u                                     | それ以外で *u                           | *srutos > *srutos （流れ）                                  |
| *ū, uH                                 | *ū                                      | *ruHneh₂ > *rūnā （謎）                                     |
| *au, h₂eu, eh₂u                        | *au                                     | *tausos > *tausos （静かな）                                |
| *(h₁)eu, ēu, eh₁u; *ou, ōu, h₃eu, eh₃u | *ou                                     | *teuteh₂ > *toutā （人々） *gʷōu- > *bou-                   |
| *l̥                                     | 破裂音の直前で *li                      | *pl̥th₂nos > *φlitanos （広い）                              |
| *l̥                                     | それ以外で *al                          | *kl̥yākos > *kalyākos （雄鶏）                               |
| *r̥                                     | 破裂音の直前で *ri                      | *bʰr̥ti- > *briti- （態度）                                  |
| *r̥                                     | それ以外で *ar                          | *mr̥wos > *marwos （死んだ）                                 |
| *m̥                                     | *am                                     | *dm̥-na- > *damna- （討つ）                                  |
| *n̥                                     | *an                                     | *dn̥t- > *dant- （歯）                                       |
| *l̥H                                    | 閉鎖音の直前で *la                      | *wl̥Hti- > *wlati- （支配）                                  |
| *l̥H                                    | それ以外で *lā                          | *pl̥Hmeh₂ > *φlāmā （手）                                    |
| *r̥H                                    | 閉鎖音の直前で *ra                      | *mr̥Htom > *mratom （裏切り）                                |
| *r̥H                                    | それ以外で *rā                          | *ǵr̥Hnom > **grānom （穀類）                                 |
| *m̥H                                    | *am または *mā （上と同様の分布と推定） | 存在しない？                                                |
| *n̥H                                    | *an または *nā （上と同様の分布と推定） | *gn̥h₃to- > *gnato- （知識）                                 |

母音*"ə"は、「印欧語のシュワー」とよばれる音素で、2つの子音に挟まれた喉音を表すとされる。

## ウェールズ語との比較
ウェールズ語がケルト祖語から分化する際に経た音韻変化は、以下の表に示されるとおり。ただしウェールズ語の文字素が対応するIPA字母と異なる場合、その音価を文字素の横に付記した。また一般に母音はVで、子音はCで表す。
| ケルト祖語   | ウェールズ語 |
| ------------ | ------------ |
| *b-          | b            |
| *-bb-        | b            |
| *-VbV-       | f /v/        |
| *d-          | d            |
| *-dd-        | d            |
| *-VdV-       | dd /ð/       |
| *g-          | g            |
| *-gg-        | g            |
| *-VgV-       | (消失)       |
| *h-          | (消失)       |
| *-h-         | (消失)       |
| *j-          | i            |
| *k-          | c            |
| *-kk-        | ch /x/       |
| *-VkV-       | g            |
| *kʷ-         | p            |
| *-kʷ-        | b            |
| *l-          | ll /ɬ/       |
| *-ll-        | l            |
| *-VlV-       | l            |
| *m-          | m            |
| *-mb-        | m            |
| *-Cm-        | m            |
| *-m-         | f /v/        |
| *n-          | n            |
| *-n-         | n            |
| *-nd-        | n, nn        |
| *-nt-        | nt, nh       |
| *r-          | rh /r̥/       |
| *-r-         | r            |
| *s-          | h, s         |
| *-s-         | s            |
| *t           | t            |
| *-t-         | d            |
| *-tt-, *-ct- | th /θ/       |
| *w-          | gw           |
| *sw-         | chw /xw/     |

## 形態論
ケルト語派と他の印欧語の形態論的な関係について、名詞と形容詞ではこれといった特色はないが、島嶼ケルト語の動詞には独特の要素が存在する。島嶼ケルト語では、動詞の屈折が絶対形と連結形でそれぞれ異なっているのである。絶対形は動詞が文要素(島嶼ケルト語はVSOの語順をもつ)の先頭に現れる際に用いられ、連結形は不変化辞とともに現れる際に用いられる。この特徴は古アイルランド語に最もよく認められるが、スコットランド・ゲール語にもよく似た特徴があり、また中期ウェールズ語にもその痕跡を見出すことができる。絶対形と接続形については、古アイルランド語の動詞beirid(運ぶ)の直説法能動態現在時制を例に、不変化辞níとともに用いられる場合と用いられない場合を下図で比較する。
|            | 絶対形               | 連結形                     |
| ---------- | -------------------- | -------------------------- |
| 一人称単数 | biru (私は運ぶ)      | ní biur (私は運ばない)     |
| 二人称単数 | biri (君は運ぶ)      | ní bir (君は運ばない)      |
| 三人称単数 | beirid (彼は運ぶ)    | ní beir (彼は運ばない)     |
| 一人称複数 | bermai (我々は運ぶ)  | ní beram (我々は運ばない)  |
| 二人称複数 | beirthe (君達は運ぶ) | ní beirid (君達は運ばない) |
| 三人称複数 | berait (彼らは運ぶ)  | ní berat (彼らは運ばない)  |

スコットランド・ゲール語でも、この区別は未来時制において存在する。
| 絶対形                    | 連結形                          |
| ------------------------- | ------------------------------- |
| cuiridh (押すだろう)      | cha chuir (押さないだろう)      |
| òlaidh (飲むだろう)       | chan òl (飲まないだろう)        |
| ceannaichidh (買うだろう) | cha cheannaich (買わないだろう) |

中期ウェールズ語では、この区別は「Aは起こるが、Bは起こらない」という形式の格言において最もよく見られる。(エヴァンズ 1964: 119)
- Pereid y rycheu, ny phara a'e goreu 「眉間のしわは残る。その原因は残らない」
- Trenghit golut, ny threingk molut 「富は消える。名誉は消えない」
- Tyuit maban, ny thyf y gadachan 「子供は大きくなる。産着は大きくならない」
- Chwaryit mab noeth, ny chware mab newynawc 「服のない子供は遊ぶが、食べ物のない子供は遊ばない」

絶対形と連結形の起源については、トゥルナイゼン(1946, 360 ff.)がそれぞれ印欧祖語の第一時制(現在時制と未来時制)と第二時制(過去時制)の屈折語尾に推定している。つまり上図で例としてあげた絶対形beiridは印欧祖語の現在時制*bʰereti（サンスクリット：bharati）から、beirは未完了過去時制*bʰeret（サンスクリット：a-bharat）から派生したとするのであるが、しかし現在では別の説が支持を広げている。この説はペデルセン(1913, 340 ff.)の説をもとにコーギル(1975)が発展させたもので、絶対形と連結形の区別について不変化接辞*-es（母音の前で*-s）をその起源に比定するものである。この説では*-esが文の2番目、すなわち動詞の直後か、動詞に前接辞があった場合はその直後に後接することにより絶対形と連結形がそれぞれ誕生したとする。つまり、古アイルランド語の絶対形beiridはケルト祖語の*bereti-sから、連結形ní beirは*nī-s beretiから派生したとするのである。ただし不変化辞*(e)sの起源は不明である。コーギルは意味論的に*esti(英：is)を、スクライファーはガリア語の*eti （そして）起源として主張している。
一方大陸ケルト語では絶対形と連結形の区別は存在せず、語順も他の印欧語と同じSVOかSOVである。この事実は、両語形の区別が島嶼ケルト語の語順VSOに従って派生したものであることを示唆している。